# Éclaron-Braucourt-Sainte-Livière
Éclaron-Braucourt-Sainte-Livière ist eine französische Gemeinde mit 2011 Einwohnern (Stand: 1. Januar 2022) im Département Haute-Marne in der Region Grand Est. Sie gehört zum Arrondissement Saint-Dizier und ist Mitglied im Gemeindeverband Communauté d’agglomération du Grand Saint-Dizier, Der et Vallées. Die Bewohner werden Éclaronnais und Éclaronnaises genannt.

## Geografie
Éclaron-Braucourt-Sainte-Livière liegt am Fluss Blaise, etwa acht Kilometer südwestlich von Saint-Dizier.
Das Reservoir de Champaubert, der Ostteil des größten Stausees Frankreichs, des Lac du Der-Chantecoq, liegt im Gemeindegebiet. Die Gemeinde gliedert sich in die Ortschaften Sainte-Livière im Westen der Gemeinde, Braucourt im Süden und Éclaron im Norden bzw. Nordosten der Gemeinde.

## Geschichte
Die Gemeinde Braucourt wurde 1972 als Commune associée zu Éclaron-Braucourt eingemeindet, die Gemeinde Sainte-Livière folgte zwei Jahre später.
Beraudi Curia, das heutige Braucourt, wurde im 8. Jahrhundert erstmals urkundlich erwähnt. 992 wird Sclarons (heute: Éclaron) erstmals überliefert. Sainte-Livière wird erstmals 1135 erwähnt.

### Bevölkerungsentwicklung
| Jahr      | 1962 | 1968 | 1975 | 1982 | 1990 | 1999 | 2007 | 2018 |
| Einwohner | 1248 | 1478 | 2006 | 1940 | 1827 | 1844 | 1969 | 2027 |

## Sehenswürdigkeiten
- Kirche L’Assomption-de-la-Vierge de Braucourt (im 12. Jahrhundert errichtet), sie ist seit 1909 als Monument historique klassifiziert
- Kirche Saint-Laurent d’Éclaron (errichtet 1506), sie ist seit 1909 als Monument historique klassifiziert
- Mühlen an der Blaise
- Brücke des Canal d’amenée über die Blaise

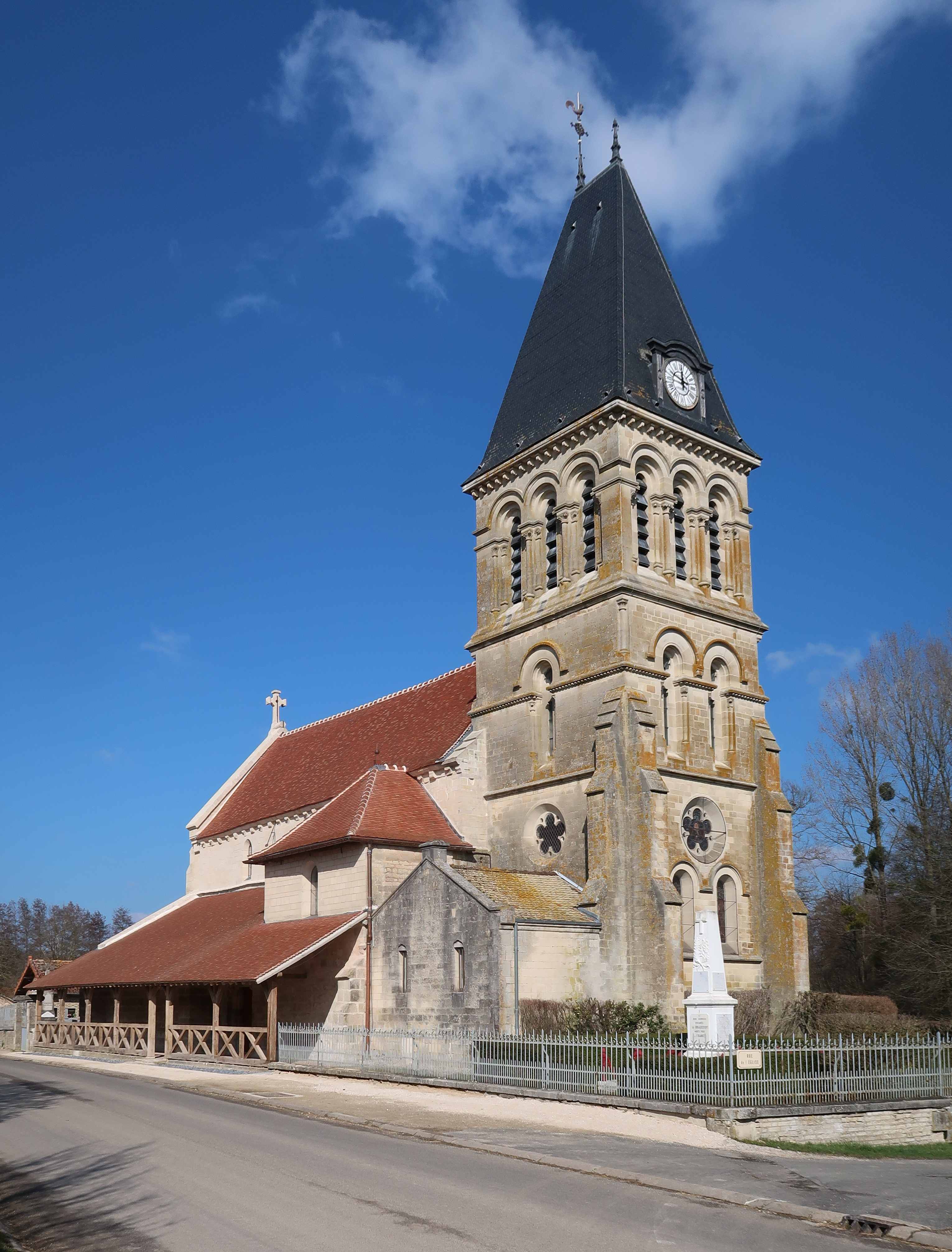
Kirche L’Assomption-de-la-Vierge
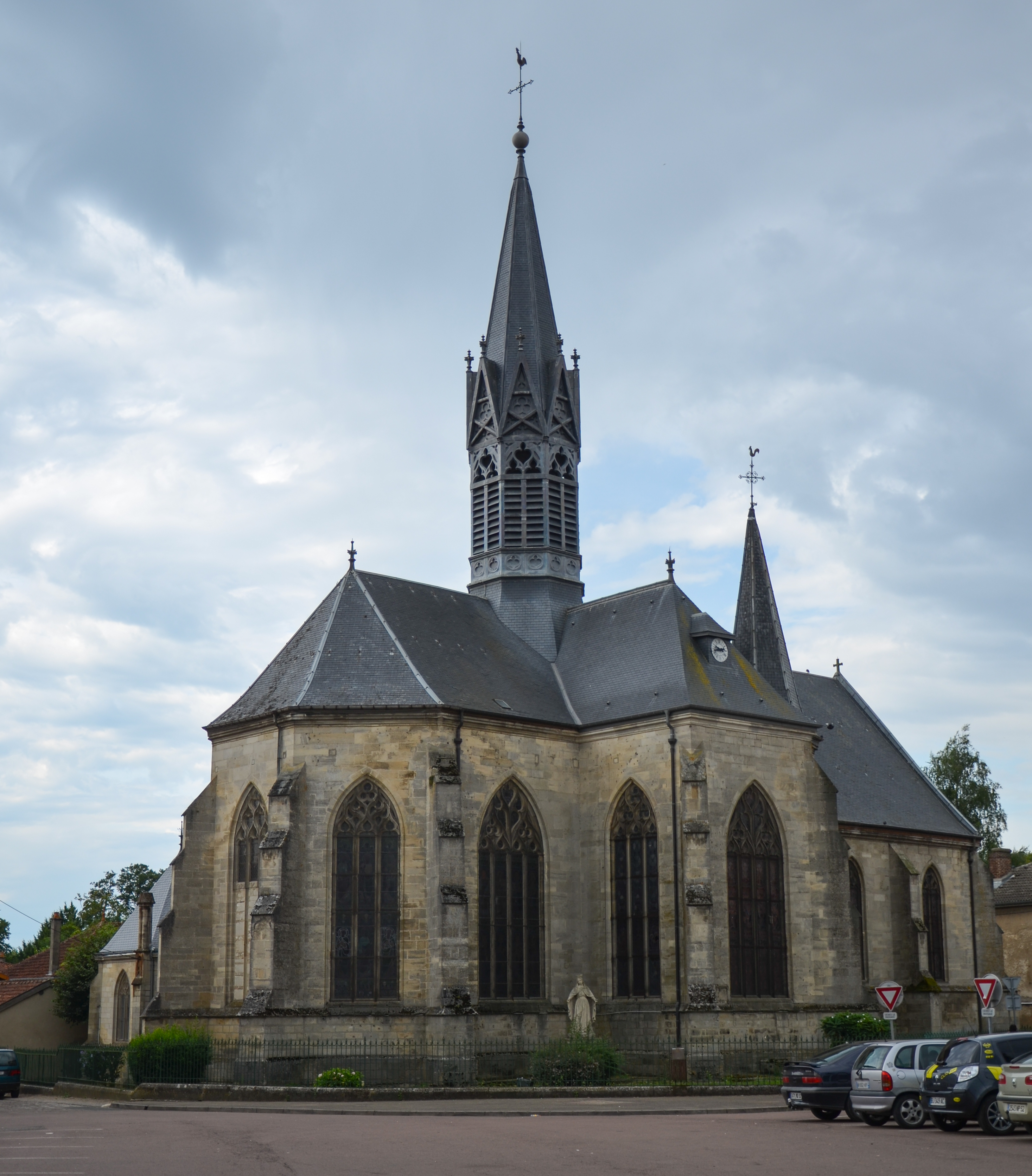
Kirche Saint-Laurent d’Éclaron
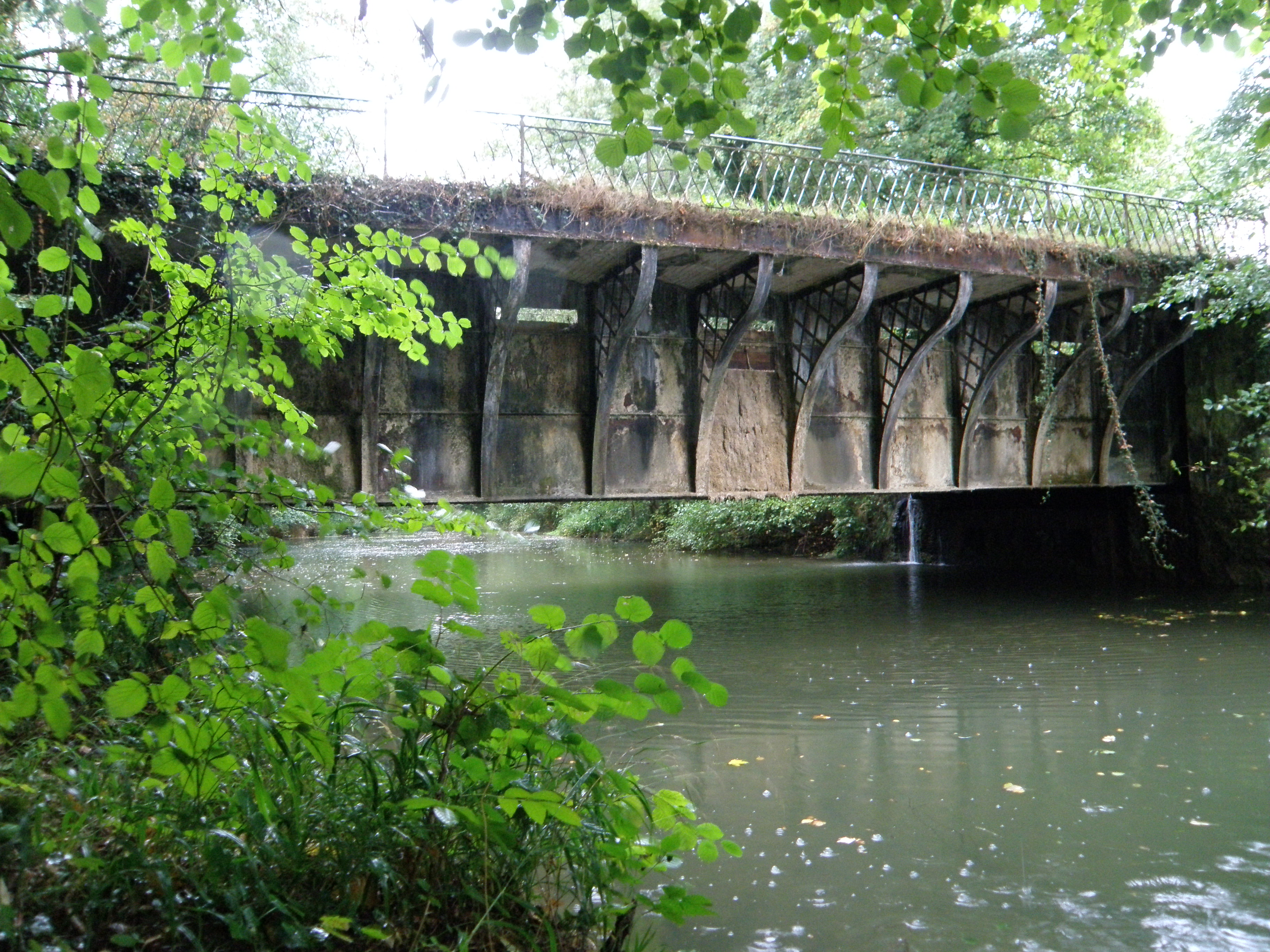
Kanalbrücke

## Persönlichkeiten
- Charles François Deponthon (1777–1849), General (geboren in Éclaron)
- Jean-Baptiste Pelletier (1777–1862), General (geboren in Éclaron)